# 成人當代單曲榜
成人當代單曲榜（英語：Adult Contemporary）是《告示牌》雜誌發佈的一份音樂榜單，根據美國成人当代電台播放次數排出該國最流行的當代成人歌曲。榜單於1961年7月17日首發。榜單出版以來曾多次易名，曾被稱作Easy Listening （1961年–1962年；1965年–1979年）、Middle-Road Singles（1962年–1964年）、Pop-Standard Singles（1964年–1965年）、Hot Adult Contemporary Tracks （1979年–1982年）與Adult Contemporary （1983年至今）.